# Kanton Le Mortainais
Le Mortainais is een kanton van het Franse departement Manche. De hoofdplaats van het kanton is Mortain en het maakt deel uit van het arrondissement Avranches.

## Geschiedenis
Het kanton is op 22 maart 2015 gevormd uit de gemeenten van de op die dag opgeheven kantons Barenton, Sourdeval, Mortain en 5 van de 8 gemeenten van het eveneens op die dag opgeheven kanton Le Teilleul.
Op 1 januari 2016 werden de gemeenten Ferrières, Heussé, Husson en Sainte-Marie-du-Bois opgenomen in Le Teilleul, dat daarmee de status van commune nouvelle kreeg. Op dezelfde manier werd Vengeons opgenomen in de gemeente Sourdeval. De gemeenten Fontenay en Romagny fuseerden tot de commune nouvelle Romagny Fontenay en Bion, Mortain, Notre-Dame-du-Touchet, Saint-Jean-du-Corail en Villechien fuseerden tot de commune nouvelle Mortain-Bocage. Hierdoor nam het aantal gemeenten in het kanton af van 27 tot 17.

## Gemeenten
Het kanton Le Mortainais omvat de volgende gemeenten:
- Barenton
- Beauficel
- Brouains
- Chaulieu
- Le Fresne-Poret
- Gathemo
- Ger
- Mortain-Bocage
- Le Neufbourg
- Perriers-en-Beauficel
- Romagny Fontenay
- Saint-Barthélemy
- Saint-Clément-Rancoudray
- Saint-Cyr-du-Bailleul
- Saint-Georges-de-Rouelley
- Sourdeval
- Le Teilleul

Agon-Coutainville · Avranches · Bréhal · Bricquebec-en-Cotentin · Carentan-les-Marais · Cherbourg-en-Cotentin-1 · -2 · -3 · -4 · -5 · Condé-sur-Vire · Coutances · Créances · Granville · La Hague · Isigny-le-Buat · Le Mortainais · Les Pieux · Pont-Hébert · Pontorson · Quettreville-sur-Sienne · Saint-Hilaire-du-Harcouët · Saint-Lô-1 · -2 · Valognes · Val-de-Saire · Villedieu-les-Poêles